# Бриджі

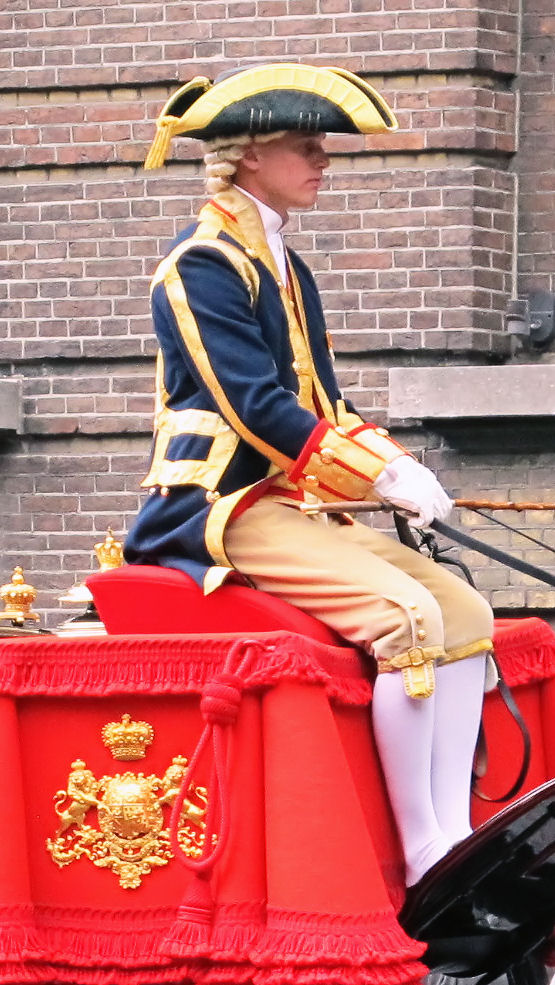
Чоловік у бриджах

Бри́джі (англ. breeches або britches) — короткі штани нижче колін, які щільно охоплюють ноги. Історично (у XVI—XVIII ст.) частина стандартного західноєвропейського чоловічого костюма, також відома як кюлоти (фр. culotte); у пізніші часи носилися з високими чобітьми і використовувалися для верхової їзди. Використовується як елемент спортивної форми в американському футболі, бейсболі тощо.

## Історія
Короткі штани мають давню історію. Відоме про існування штанів трохи нижче колін у кінноті Стародавнього Риму, там вони називалися femenalia (від femen — «стегно»).

## Етимологія
Англійське слово breeches — відомий з 1205 приклад подвійної множини. Слово bréc або breoc («бре») прийшло з середньоанглійської, а до неї — з старофранцузької мови, де вже було множиною від слова bróc, що означає «одяг для ніг і тулуба».